# Tschechische Umschrift des Chinesischen
Die tschechische Umschrift des Chinesischen (tschechisch standardní česká transkripce čínštiny) ist eine an das tschechische Alphabet angelehnte Romanisierung des Hochchinesischen. Sie wurde 1951 vom tschechischen Sinologen Oldřich Švarný entwickelt. Obwohl Pinyin bei der Internationalen Organisation für Normung registriert und damit als internationaler Standard anerkannt ist, wird Švarnýs Umschrift in Tschechien und in der Slowakei bevorzugt. Der Vorteil Letzteren für tschechische und slowakische Leser liegt darin, dass sie ohne spezielle Kenntnisse eine Vorstellung von der chinesischen Aussprache bekommen, während man beim Pinyin wissen muss, welcher Buchstabe welchem Laut zugeordnet ist, da es sich an keiner Sprache fest orientiert.

## Geschichte
Der erste Entwurf für ein umfassendes tschechisches Transkriptionssystem für Chinesisch kam 1938 vom tschechischen Sinologen Jaroslav Průšek und basierte auf Wade-Giles. Aufgrund von Mängeln überarbeitete er es 1950, jedoch war er mit dem Ergebnis unzufrieden. So wandte sich Průšek an die Abteilung für Geschichte und Philologie des Fernen Ostens der Karls-Universität Prag und traf dort Oldřich Švarný, um ein neues System zu konzipieren. Dabei waren auch Grundsätze der russischen Palladius-Transkription im Gespräch, die aber nur ansatzweise übernommen wurden. 1951 wurde die Endfassung fertiggestellt, die von der Tschechoslowakischen Akademie der Wissenschaften akzeptiert wurde.

## Anlaute
| Pinyin | Švarný |
| ------ | ------ |
| b      | p      |
| p      | pch    |
| m      | m      |
| f      | f      |
| d      | t      |
| t      | tch    |
| n      | n      |
| l      | l      |
| g      | k      |
| k      | kch    |
| h      | ch     |
| j      | ť      |
| q      | čch    |
| x      | s      |
| zh     | č      |
| ch     | čch    |
| sh     | š      |
| r      | ž      |
| z      | c      |
| c      | cch    |
| s      | s      |

## Auslaute
Die jeweils erste Spalte zeigt an, wie der Auslaut geschrieben wird, wenn er einem Anlaut folgt, während die jeweils zweite Spalte die ganze Silbe wiedergibt, wenn kein Anlaut vorhanden ist.
| Pinyin | Pinyin | Švarný | Švarný | Anmerkungen                           |
| ------ | ------ | ------ | ------ | ------------------------------------- |
| -a     | a      | -a     | a      |                                       |
| -o     | o      | -o     | o      |                                       |
| -e     | e      | -e     | e      |                                       |
| -r     | er     | -r     | er     |                                       |
| -i     | yi     | -i     | i      |                                       |
| -i     |        | -'     |        | nur bei zhi, chi, shi, ri, zi, ci, si |
| -u     | wu     | -u     | wu     |                                       |
| -ü     | yu     | -ü     | jü     |                                       |
| -ai    | ai     | -aj    | aj     |                                       |
| -ei    | ei     | -ej    | ej     |                                       |
| -ao    | ao     | -ao    | ao     |                                       |
| -ou    | ou     | -ou    | ou     |                                       |
| -an    | an     | -an    | an     |                                       |
| -en    | en     | -en    | en     |                                       |
| -ang   | ang    | -ang   | ang    |                                       |
| -eng   | eng    | -eng   | eng    | weng im Pinyin bleibt weng bei Švarný |
| -ong   |        | -ung   |        |                                       |
| -ia    | ya     | -ia    | ja     |                                       |
| -iao   | yao    | -iao   | jao    |                                       |
| -ie    | ye     | -ie    | jie    |                                       |
| -iu    | you    | -iou   | jou    |                                       |
| -ian   | yan    | -ien   | jen    |                                       |
| -iang  | yang   | -iang  | jang   |                                       |
| -in    | yin    | -in    | jin    |                                       |
| -ing   | ying   | -ing   | jing   |                                       |
| -iong  | yong   | -iung  | jung   |                                       |
| -ua    | wa     | -ua    | wa     |                                       |
| -uo    | wo     | -uo    | wo     |                                       |
| -uai   | wai    | -uaj   | waj    |                                       |
| -ui    | wei    | -uej   | wej    |                                       |
| -uan   | wan    | -uan   | wan    |                                       |
| -un    | wen    | -un    | wen    |                                       |
| -uang  | wang   | -uang  | wang   |                                       |
| -üe    | yue    | -üe    | jüe    |                                       |
| -üan   | yuan   | -üan   | jüan   |                                       |
| -ün    | yun    | -ün    | jün    |                                       |

Wenn im Pinyin auf den Anlaut j, q, x, y (tschechische Umschrift: ť, čch, s, j) ein ü folgt, werden die Punkte auf dem ü weggelassen. In der tschechischen Umschrift hingegen werden sie beibehalten. Also: ju = ťü, xuan = süan.